# Svenska stenindustriarbetareförbundet
Svenska stenindustriarbetareförbundet var ett svenskt fackförbund inom Landsorganisationen (LO) som ursprungligen bildades 1897 som svenska avdelningen av Skandinaviska stenhuggareförbundet. Det ombildades 1898 till Svenska stenhuggareförbundet, som namnändrades 1913 till Svenska stenindustriarbetareförbundet. Förbundet upphörde 1970. 

## Historia
- 1890 bildades landets första fackförening inom yrket i Stockholm. Den nedlades visserligen efter två år, men fick efterföljare.
- 1896 publicerade Stockholmsföreningen ett upprop om bildandet av ett fackförbund. Samtidigt bildades emellertid på en konferens i Köpenhamn Skandinaviska stenhuggareförbundet.
- 1897 bildades på en konferens i Karlshamn en svensk avdelning av Skandinaviska stenhuggareförbundet.
- 1898 ombildades emellertid avdelningen till det självständiga Svenska stenhuggareförbundet med säte i Lysekil.
- 1902 tecknades en kollektiv olycksfallsförsäkring.
- 1913 ändrades namnet till Svenska stenindustriarbetareförbundet
- 1935 inrättades en erkänd arbetslöshetskassa.
- 1950 hade förbundet 154 avdelningar med 5488 medlemmar.
- 1970 upphörde förbundet varvid 3250 medlemmar övergick till Svenska fabriksarbetareförbundet och de övriga 300 till Svenska byggnadsarbetareförbundet.